# Чагарниця вохристобока
Чагарни́ця вохристобока (Pterorhinus ruficeps) — вид горобцеподібних птахів родини Leiothrichidae. Ендемік Тайваню. Раніше вважався підвидом білогорлої чагарниці.

## Опис
Довжина птаха становить 28–30,5 см. Верхня частина тіла коричнева, голова і шия рудувато-коричневі. Горло біле, решта нижньої частини тіла коричнево-бежева. Обличчя чорнувате, очі білуваті.

## Поширення і екологія
Вохристобюокі чагарниці є ендеміками Тайваня. Вони живуть у гірських і рівнинних вологих тропічних лісах, у високогірних чагарникових заростях, на луках і пасовищах. Зустрічаються на висоті від 850 до 2300 м над рівнем моря.